# Nectria viridigloea
Nectria viridigloea är en svampart som beskrevs av Samuels. Nectria viridigloea ingår i släktet Nectria och familjen Nectriaceae.   Inga underarter finns listade i Catalogue of Life.